# Калашникова (заимка)
Кала́шникова — заимка в Боханском районе Иркутской области России. Входит в состав Каменского муниципального образования. 

## География
Находится в 11 км к югу от центра сельского поселения, села Каменка, в 33 км к западу от районного центра, посёлка Бохан, в 2 км к востоку от правого берега Ангары.

## История
Основана в 1840 году. В 1926 году состояла из 15 хозяйств, основное население — русские. В составе Идинского сельсовета Черемховского района Иркутского округа Сибирского края.

## Население
| 2002 | 2010 | 2011 | 2012 |
| ---- | ---- | ---- | ---- |
| 134  | ↘108 | →108 | ↘102 |

По данным Всероссийской переписи, в 2010 году на заимке проживало 108 человек (51 мужчина и 57 женщин).